# Ten Foot Pole
Ten Foot Pole är ett amerikanskt punkrockband, bildat 1983 under namnet Scared Straight. Bandet har gett ut skivor på Go-Kart Records, Victory Records och Epitaph Records.

## Medlemmar
Nuvarande medlemmar
- Dennis Jagard - sång, gitarr (1993-idag)
- Chris Del Rio - basgitarr
- Keith Divel - gitarr, sång (2004-idag)

Tidigare medlemmar
- Steve Von Treetrunk (Steve Carnan) - gitarr
- Scott Radinsky - sång (1993-1995)
- Jordan Burns - trummor (1993)
- Kevin Ruggeri - trummor, sång (1993-1995, 2001-2004)
- Pete Newbury - bas (1993-1997)
- Tony Palermo - trummor (1995-1999)
- Glen Vegas (David Ames) - bas (1997-1999)
- Leigh Lawson - bas (1999-2000)
- Kris Kwiatkowski - trummor (1999-2000)
- Johnny Smoke (John Chapman) - bas (2001-2002)
- Eric Cody - gitarr (2002-2004)
- Mike Levy - bas, sång (2002-2004)
- Dan Kelly - bas, sång (2004-?)
- Chris Dalley - trummor, sång (2004-2014)

## Diskografi
Studioalbum
- 1993 - Swill
- 1994 - Rev
- 1995 - Satanic Surfers & Ten Foot Pole (delad album)
- 1997 - Unleashed
- 1999 - Insider
- 2002 - Bad Mother Trucker
- 2004 - Subliminable Messages